# 10316 Вільямтернер
10316 Вільямтернер (10316 Williamturner) — астероїд головного поясу, відкритий 22 вересня 1990 року.
Тіссеранів параметр щодо Юпітера — 3,181.